# Rugby 7 en los Juegos Asiáticos 2014
El Rugby 7 en los Juegos Asiáticos de 2014 se disputó entre el 30 de septiembre y el 2 de octubre en el Namdong Asiad Rugby Field de Incheon, participaron 12 selecciones masculinas y 10 selecciones femeninas de Asia.

## Equipos participantes
| - Arabia Saudita - China - China Taipéi - Filipinas - Corea del Sur - Hong Kong - Japón - Líbano - Malasia - Pakistán - Sri Lanka - Tailandia | - China - Corea del Sur - Hong Kong - Japón - Kazajistán - Laos - Malasia - Singapur - Tailandia - Uzbekistán |

## Medallistas
| Evento                   | Oro   | Plata     | Bronce        |
| ------------------------ | ----- | --------- | ------------- |
| Masculino (2 de octubre) | Japón | Hong Kong | Corea del Sur |
| Femenino (2 de octubre)  | China | Japón     | Kazajistán    |